# Willem Pelemans
Guilielmus Michael (Willem) Pelemans (Antwerpen, 6 april 1901 - Sint-Agatha-Berchem, 31 oktober 1991) was een Belgische componist en muziekrecensent.
Hij was zoon van kleermaker Michael Franciscus Pelemans en Hortensia Emerintiana Josephina Helena Van Vaek. Pelemans was gehuwd met Jeanne Goidzeels (lerares bij het Lyceum van Henriette Dachsbeck in Brussel); het echtpaar kreeg twee dochters waaronder Leentje. Echtpaar Pelemans werd vastgelegd door de bevriende Felix De Boeck. 

## Biografie
Het gezin waarin hij geboren is, vertrok al snel naar het Franse Rijssel, waar Pelemans opgroeide. Daarna volgde Brussel, alwaar hij de rijksnormaalschool Karel Buls volgde. Hij werd dan ook vanaf 1921 onderwijzer. Een functie die hij tot 1951 aanhield.
Als componist was hij grotendeels autodidact al kreeg aan genoemde rijksnormaalschool lessen van Paul Lagye. Van 1928 tot 1935 was hij secretaris van de door August Vermeylen te Brussel gestichte "Vlaamse Club voor Kunsten, Wetenschappen en Letteren". In diezelfde periode van 1928 tot 1940 was hij betrokken bij toneelgroep Rataillon van Albert Lepage, dat zich bewoog op het experimentele vlak. Hij kon binnen die groep ook een aantal werken van hem kwijt. Hij was tussen 1931 en 1938 als producer betrokken bij liberale radiozender Librado en verzorgde muziekkronieken bij de NIR (1938-1940 en 1944-1951). Na de Tweede Wereldoorlog (1944) begon hij als muziekschrijver bij Het Laatste Nieuws, dagblad in Brussel, waarbij nadruk kwam te liggen op een nieuwe generatie componisten. In 1951 werd hij daar voltijds redacteur; hij zou er tot 1985 werken. Vanaf 1948 tot 1959 gaf hij muzieklessen aan de Stedelijke Muziekschool Mechelen. Voor de NIR en de opvolger BRT deed hij tussen 1953 en 1986 van de Koningin Elisabethwedstrijden, waarbij hij probeerde de klassieke muziek onder de “gewone mens” te brengen.
In 1960 was hij medestichter van de Unie van Belgische Componisten, een vereniging waarvan hij van 1972 tot 1981 ook voorzitter was. Hij had tevens zitting in de Commissie van Toezicht van het Koninklijk Conservatorium Brussel (Nederlandse afdeling).
Na zijn pensioen in 1986 schreef Pelemans zijn memoires, die worden bewaard en deels werden uitgegeven door het Liberaal Archief. Op 11 september 1991 werd hij door cultuurminister Patrick Dewael gehuldigd met de Prijs van de Vlaamse Gemeenschap, "omwille van zijn niet aflatende grote bekommernis voor de Vlaamse emancipatie en culturele ontplooiing, meer bepaald op het terrein van de muziek". Enkele maanden later overleed hij op 90-jarige leeftijd.

## Componist
Zijn oeuvre bestaat uit ongeveer 400 werken verspreid over alle genres binnen de klassieke muziek. In de periode van voor de Tweede Wereldoorlog werd als zijn belangrijkste werk gezien zijn bijdrage(n) aan De wandelende jood van August Vermeylen, dat in 1930 uitvoering kreeg. Hij was toen voornamelijk bezig binnen de avant-gardemuziek. Een voorbeeld daarvan is zijn instrumentatie voor Barabbass bestaande uit accordeon, donderplaat, sireenfluitje en straatsteen. Hij had een aversie tegen de muziek uit de romantiek en van Peter Benoit en diens adepten. Gedurende zijn leven slopen echter klassieke elementen zijn composities binnen; ze kregen meer melodie onder de invloed van zijn liefde van de muziek van Wolfgang Amadeus Mozart. Alhoewel zijn stijl dus langzamerhand aangepast werd, bleef hij uniek binnen de Vlaamse muziek (aldus Robijns/Zijlstra).
Als belangrijkste werken werden in 2007 gezien (Roquet, Robijns/Zijlstra geeft een langere lijst):
- 1943: een humoristische opera De mannen van Smeerop op een libretto van Maxim Kröjer
- 1959: ballet Herfstgoud
- 1960: kameropera De nozem en de nymf
- 1968: Suite voor twee gitaren
- 1976: Speelse wals voor gitaar (verplicht werk tijdens een Pro Civitatewedstrijd
- 1981: Romance voor saxofoonsextet
- zes symfonieën
- concertino’s voor orkest

Van zijn hand verscheen ook muziektheoretische werken:
- 1927: Architectonische muziek
- 1932: Muziek beluisteren
- 1941: Geest en klank
- 1971: De Vlaamse muziek en Peter Benoit.